# Augustus P. Hascall
Augustus Porter Hascall (* 24. Juni 1800 in Hinsdale, Berkshire County, Massachusetts; † 27. Juni 1872 in Le Roy, New York) war ein US-amerikanischer Politiker. Zwischen 1851 und 1853 vertrat er den Bundesstaat New York im US-Repräsentantenhaus.

## Werdegang
Augustus Hascall besuchte sowohl öffentliche als auch private Schulen. Danach arbeitete er in der Vermessung. Nach einem Jurastudium und seiner Zulassung als Rechtsanwalt begann er in Le Roy in diesem Beruf zu praktizieren. Dort war er außerdem als Friedensrichter und Ortsvorsteher tätig. Außerdem wurde er Richter am dortigen Berufungsgericht. Politisch schloss er sich der Mitte der 1830er Jahre gegründeten Whig Party an.
Bei den Kongresswahlen des Jahres 1850 wurde Hascall im 33. Wahlbezirk von New York in das US-Repräsentantenhaus in Washington, D.C. gewählt, wo er am 4. März 1851 die Nachfolge von Harvey Putnam antrat. Bis zum 3. März 1853 konnte er eine Legislaturperiode im Kongress absolvieren. Diese war von den Ereignissen im Vorfeld des Bürgerkrieges geprägt. Nach seiner Zeit im US-Repräsentantenhaus war Hascall wieder als Anwalt tätig. Im Jahr 1858 wurde er Ortsvorsteher (Trustee) von Le Roy. Dort ist er am 27. Juni 1872 auch verstorben.